# Thomas Innes
Pour les articles homonymes, voir Innes.
Thomas Innes (né  en 1662 à Aboyne et mort à Paris le 28 janvier 1744) est un prêtre catholique et historien écossais.

## Biographie
Thomas Innes issu d’un vieille famille catholique de l’Aberdeenshire. Fils cadet de James Innes et de son épouse Jane Robertson il naît en 1662 à Drumgask dans la paroisse d’Aboyne  (comté d’Aberdeen).
En 1677 il se rend à Paris et commence ses études au collège de Navarre. Le 12 janvier 1681 il entre au collège des Écossais dont son frère aîné Lewis Innes (1651-1738) devient le principal en 1682.
Thomas Innes est tonsuré le 25 mai 1684 et ordonné la prêtre le 10 mars 1691. De retour au collège des Écossais en 1692 il devient l’assistant de son frère.
Il retourne en Écosse de 1698 à 1701 puis dans les années 1720 afin de recueillir le matériel nécessaire à l’élaboration de  son œuvre.  En décembre 1727 il  est nommé vice-principal du collège des Écossais où il meurt le 28 janvier 1744.
Le père Innes est l’auteur d’une œuvre importante et érudite dont deux ouvrages sur l’histoire de l’Écosse dans lesquels il publie et commente pour la première fois de manière critique, les différentes listes latines des Chroniques des Pictes et des Scots.
Ce recours aux sources primaires lui  permet de remettre en cause pour cette période  l’œuvre de Georges Buchanan qui reposait essentiellement sur des sources médiévales émanant de Jean de Fordun et d'Andrew Wyntoun.

## Publications
- Critical Essay on the Ancient Inhabitants of the Northern Parts of Britain en deux volumes (1729)
- Civil and Ecclesiastical History of Scotland, 80 to 818 (édité  par le Spalding Club, en 1853).

## Sources
- (en) Cet article est partiellement ou en totalité issu de l’article de Wikipédia en anglais intitulé « Thomas Innes (historian) » (voir la liste des auteurs).